# کوه بیول
کوه بیول (به انگلیسی: Buell Peak) یک کوه در ایالات متحده آمریکا است که در واشینگتن واقع شده‌است. کوه بیول ۱٬۷۵۴٫۴۵ متر بالاتر از سطح دریا واقع شده‌است.